# Zatrephes istria
Zatrephes istria là một loài bướm đêm thuộc phân họ Arctiinae, họ Erebidae.